# Verfassungstheorie
Die Verfassungstheorie (auch Verfassungslehre) ist ein Themenkomplex im Spannungsfeld zwischen Staats- und Völkerrecht, der sich durch Abstraktion von konkreten Rechtsordnungen genaugenommen außerhalb des Rechtlichen im Bereich zwischen Staats- und Rechtstheorie bewegt.
Mit diesen beiden Bereichen weist die Verfassungstheorie auch viele Überschneidungen auf, wobei sie am wenigsten trennscharf von der Staatstheorie zu unterscheiden ist; lediglich einzelne Teilbereiche lassen sich mit hinreichender Genauigkeit dem einen oder dem anderen Bereich zuordnen. Daneben weist die Verfassungstheorie oft auch (aber nicht notwendigerweise) Überschneidungen mit der Demokratietheorie auf. Nicht unter dem Topos Verfassungstheorie wird die Grundrechtstheorie Robert Alexys behandelt.
Ebenso wie die Entwicklung von der Rechtsphilosophie zur Rechtstheorie oder der Staatsphilosophie und der Allgemeinen Staatslehre zur Staatstheorie handelt es sich auch bei der Verfassungstheorie eigentlich um die Fortentwicklung der Verfassungslehre, obwohl – wiederum analog den vorgenannten Bezeichnungen – auch die Begriffe Verfassungslehre und Verfassungstheorie oftmals synonym verwandt werden. Ähnlich der Entwicklung der normativ-ontologischen Staatsphilosophie zur analytischen und eher pluralistischen und strukturierenden Staatstheorie basiert die Verfassungstheorie auf einem analytisch-abstrahierenden Ansatz insbesondere auf Grundlage der Verfassungsgeschichte.

## Schmitt-Schule und Smend-Schule
Als grundlegendes Werk der Verfassungstheorie gilt noch immer die Verfassungslehre von Carl Schmitt von 1928. In der Staats- und Verfassungslehre stehen sich dabei die Schmitt-Schule und die Smend-Schule (als deren grundlegendes Werk Rudolf Smends Verfassung und Verfassungsrecht gilt, das ebenfalls 1928, jedoch erst nach der Verfassungslehre veröffentlicht wurde, und in dem Smend seine Integrationslehre entwarf) gegenüber.
Schmitts Ansatz lässt sich als dezisionistisch, (okkasional) polarisierend und normativ, Smends hingegen als integrativ, konsensual, undogmatisch und deskriptiv beschreiben.
Der Schmitt-Schule beziehungsweise dem Schmittschen Denkkollektiv zuzurechnen sind etwa Ernst Rudolf Huber (1903–1990), Werner Weber (1904–1976), Ernst Forsthoff (1909–1974), Roman Schnur (1927–1996), Ernst-Wolfgang Böckenförde (1930–2019), Helmut Quaritsch (1930–2011) und Josef Isensee (* 1937).
Vertreter der Smend-Schule sind unter anderem Gerhard Leibholz (1901–1982), Ulrich Scheuner (1903–1981), Konrad Hesse (1919–2005), Horst Ehmke (1927–2017), Peter Häberle (* 1934), Friedrich Müller (* 1938), Friedhelm Hufen (* 1944) und Martin Morlok (* 1949).
Keiner dieser Schulen gehörten Heinrich Triepel, Erich Kaufmann oder Hermann Heller (Staatslehre, posthum und unvollendet 1934) an, die selbst keine Schule begründeten. Naturgemäß gehörten auch die Rechtspositivisten keiner der beiden Schulen an; von ihnen begründete Hans Kelsen durch seine Weiterentwicklung des Rechtspositivismus zur Reinen Rechtslehre (Reine Rechtslehre, 1934) ein eigenes Denkkollektiv.

## Staats- und Verfassungstheorie in der wissenschaftlichen Lehre
Staats- und Verfassungstheorie werden zum Teil in der Rechtswissenschaft gelehrt, wobei sie allerdings nicht zum üblichen Fächerkanon gehören. In der politikwissenschaftlichen Lehre ist Verfassungslehre an vielen Universitäten ein fester Bestandteil. Sie ist eine der Grundlagen im Bereich der Systemlehre. Einzelaspekte der Verfassungstheorie werden eher unsystematisch innerhalb der Politischen Theorie vermittelt.

## Aktuelle Probleme
Verstärkte Aufmerksamkeit erhielt die Staats- und Verfassungstheorie im Rahmen der Diskussion um die Qualifikation der EU als Staatenverbund (im Gegensatz zu den beiden bis dahin etablierten Kategorien Staatenbund und Bundesstaat) sowie in der Diskussion um die Verfassungsqualität des sogenannten Vertrags über eine Verfassung für Europa.

### Der Schmitt-Schule zuzurechnende Werke
Monographien und Sammelwerke
- Carl Schmitt: Verfassungslehre, 9. Auflage, Duncker & Humblot, Berlin 1993 (fehlerbereinigter Neusatz der Erstauflage von 1928), ISBN 3-428-07603-6 Rezensionen 1 2 (PDF; 127 kB).
- Carl Schmitt: Verfassungsrechtliche Aufsätze aus den Jahren 1924–1954. Materialien zu einer Verfassungslehre, 4. Auflage (unveränderter Nachdruck der ersten Auflage von 1958), ISBN 3-428-01329-8.
- Ernst-Wolfgang Böckenförde: Staat, Gesellschaft, Freiheit. Studien zur Staatstheorie und zum Verfassungsrecht, Suhrkamp, Frankfurt am Main 1976, ISBN 3518277634.
- Ernst-Wolfgang Böckenförde: Staat, Verfassung, Demokratie. Studien zur Verfassungstheorie und zum Verfassungsrecht, 2. Auflage, Suhrkamp, Frankfurt am Main 1992, ISBN 3-518-28553-X.
- Ernst-Wolfgang Böckenförde: Staat, Nation, Europa. Studien zur Staatslehre, Verfassungstheorie und Rechtsphilosophie, 2. Auflage, Suhrkamp, Frankfurt am Main 2000, ISBN 3-518-29019-3.
- Ernst-Wolfgang Böckenförde: Recht, Staat, Freiheit. Studien zu Rechtsphilosophie, Staatstheorie und Verfassungsgeschichte, 4. Auflage, Suhrkamp, Frankfurt am Main 2006, ISBN 3-518-28514-9.
- Ernst-Wolfgang Böckenförde: Die verfassungstheoretische Unterscheidung von Staat und Gesellschaft als Bedingung der individuellen Freiheit, Opladen 1973, ISBN 3-531-07183-1.
- Josef Isensee: Subsidiaritätsprinzip und Verfassungsrecht, 2. Auflage, Duncker & Humblot, Berlin 2001, ISBN 3-428-10632-6.

Aufsätze
- Ernst-Wolfgang Böckenförde: Der verdrängte Ausnahmezustand. Zum Handeln der Staatsgewalt in außergewöhnlichen Lagen, in: NJW 1978, S. 1881–1890.
- Helmut Quaritsch: Kirche und Staat. Verfassungs- und staatstheoretische Probleme der staatskirchenrechtlichen Lehre der Gegenwart, in: Der Staat, Band 1 (1962), S. 175–197 und 289–320.

### Der Smend-Schule zuzurechnende Werke
Monographien und Sammelwerke
- Rudolf Smend: Verfassung und Verfassungsrecht, Duncker & Humblot, München 1928.
- Horst Ehmke: Beiträge zur Verfassungstheorie und Verfassungspolitik (hrsgg. von Peter Häberle), Königstein 1981.

Aufsätze
- Peter Häberle: Das Prinzip der Subsidiarität aus der Sicht der vergleichenden Verfassungslehre, in: AöR, Band 119 (1994), S. 169–206.
- Roman Schnur: Die normative Kraft der Verfassung. In: DVBl 75 (1960), S. 197–221.

### Sekundärliteratur
- Frieder Günther: Denken vom Staat her. Die bundesdeutsche Staatsrechtslehre zwischen Dezision und Integration 1949–1970, München 2004, ISBN 3-486-56818-3 (Rezension bei H-Soz-u-Kult)
- Roland Lhotta (Hrsg.): Die Integration des modernen Staates. Zur Aktualität der Integrationslehre von Rudolf Smend. Baden-Baden 2005, ISBN 3-8329-1421-8.
- Peter Badura: Staat, Recht und Verfassung in der Integrationslehre. Zum Tode von Rudolf Smend (15. Januar 1882 – 5. Juli 1975), in: Der Staat, Band 16 (1977), S. 305–325.
- Christian Bickenbach: Rudolf Smend (15.1.1882 bis 5.7.1975) – Grundzüge der Integrationslehre, in: JuS 2005, S. 588–591.
- Hasso Hofmann: Legitimität und Rechtsgeltung. Verfassungstheoretische Bemerkungen zu einem Problem der Staatslehre und der Rechtsphilosophie. Berlin 1977, ISBN 3-428-03911-4.

### Sonstige
- Karl Loewenstein: Verfassungslehre, deutsche Übersetzung, Tübingen 1959, ISBN 3-16-147432-5 (Political Power and the Governmental Process, Chicago 1957).
- verschiedene Beiträge in: Josef Isensee/Paul Kirchhof (Hrsg.): Handbuch des Staatsrechts der Bundesrepublik Deutschland.
- Kurt von Fritz: Schriften zur griechischen und römischen Verfassungsgeschichte und Verfassungstheorie. De Gruyter, Berlin, New York 1976.